# Hibbertia trichocalyx
Hibbertia trichocalyx är en tvåhjärtbladig växtart som beskrevs av Judith Roderick Wheeler. Hibbertia trichocalyx ingår i släktet Hibbertia och familjen Dilleniaceae. Inga underarter finns listade i Catalogue of Life.